# Motor
Ez a szócikk az erőgépről szól, a járművet lásd itt: Motorkerékpár
Általánosan motornak nevezzük a legtöbbször forgómozgást előállító erőgépet, mely különböző energiafajták felhasználásával mechanikai munkát végez. Ez lehet dugattyús erőgép, mint a legtöbb belsőégésű motor, de ilyen általában a villanymotor is.
Az alábbiakban néhány motorfajtát sorolunk fel, melyek többsége saját szócikkben található.  

## Mechanikaienergiáthasznosító erőgépek
- Közeg helyzeti energiáját hasznosító
  - Felülcsapott vízkerék
- Közeg mozgási energiáját hasznosító
  - Alulcsapott vízkerék
- Közeg helyzeti és mozgási energiáját hasznosító
  - Visszacsapott vízkerék
- Közeg nyomását hasznosító erőgépek
  - Hidraulikus munkahengerek
  - Pneumatikus munkahengerek
    - Membrános
    - Dugattyús

## Kémiai energiát hasznosító erőgépek
Kombinált gépek, kémiai energiát szabadítanak fel, azt mechanikai energiává alakítják, majd ezt használják fel.
- Hőerőgépek
  - Belsőégésű motor
    - Dugattyús motorok
    - Gázturbinák

  - Külső égésű
    - Gőzgép
    - Külső gázgenerátoros gázturbina (szabadturbina)
      - Gázturbina gázgenetátorral
      - Dugattyús gázgenerátorral

## Villamos energia hatását hasznosító erőgépek
- Elektromágneses gépek
  - Lineáris villamos motorok
  - Villamos forgógépek  (villanymotor)
    - Egyenáramú gép
    - váltakozóáramú gépek
      - Szinkron gép
      - Aszinkron gép
- Villamos áram hőhatását hasznosító eszközök
  - Nitinol "izomhuzal"-ok (hőhatásra hosszanti irányban zsugorodó ötvözött huzal, húzóerő létrehozására képes)
  - Mozgató bimetálok

## Hőenergiát hasznosító gépek
- Stirling-motor
- Napkémény